# Firowo
Firowo – osiedle typu miejskiego w Rosji, w obwodzie twerskim. W 2010 roku liczyło 2433 mieszkańców.